# Belamcanda chinensis
Genre
Classification APG III (2009)
Belamcanda chinensis, la fleur léopard, est une plante ornementale de la famille des Iridacées. Elle est aussi connue sous les noms d’Iris tigré, Pardanthe de Chine, Belamcanda des Morées. Les anglophones la nomme blackberry lily, leopard lily ou leopard flower.

## Synonymes
- Epidendrum domesticum L.
- Vanilla domestica (L.) Druce
- Belamcanda punctata Moench
- Gemmingia chinensis (L.) Kuntze,
- Ixia chinensis L.
- Morea chinensis
- Pardanthe chinensis
- Iris domestica (L.) Goldblatt & Mabb.

En 2005, sur la base des preuves de séquence d'ADN moléculaire, Belamcanda chinensis, la seule espèce du genre Belamcanda, a été transférée dans le genre Iris.

## Description

### Écologie et habitat
Plante vivace par son rhizome, elle est originaire du sud-est de l’Asie, dont la Chine, l’Inde et le Japon. Elle supporte les climats tempérés (jusqu’à −15 °C) en étant exposée au soleil ou mi-ombre.
- Floraison : en été, de juin à août.
- Pollinisation : entomogame
- Dissémination : barochore

### Morphologie générale et végétative
Plante herbacée rhizomateuse, à tiges de 60 à 90 cm. Son feuillage est fait de longues et étroites feuilles amplexicaule.

### Morphologie florale
Sa floraison, faite de petites fleurs à 6 pétales à corolles rotacées a lieu principalement en été. Elle possède 3 étamines et 1 long style trifide. Les fleurs de belamcanda chinensis sont surtout de couleur rouge orangé, mais aussi avec des dominantes jaunes ou rose.

### Fruit et graines

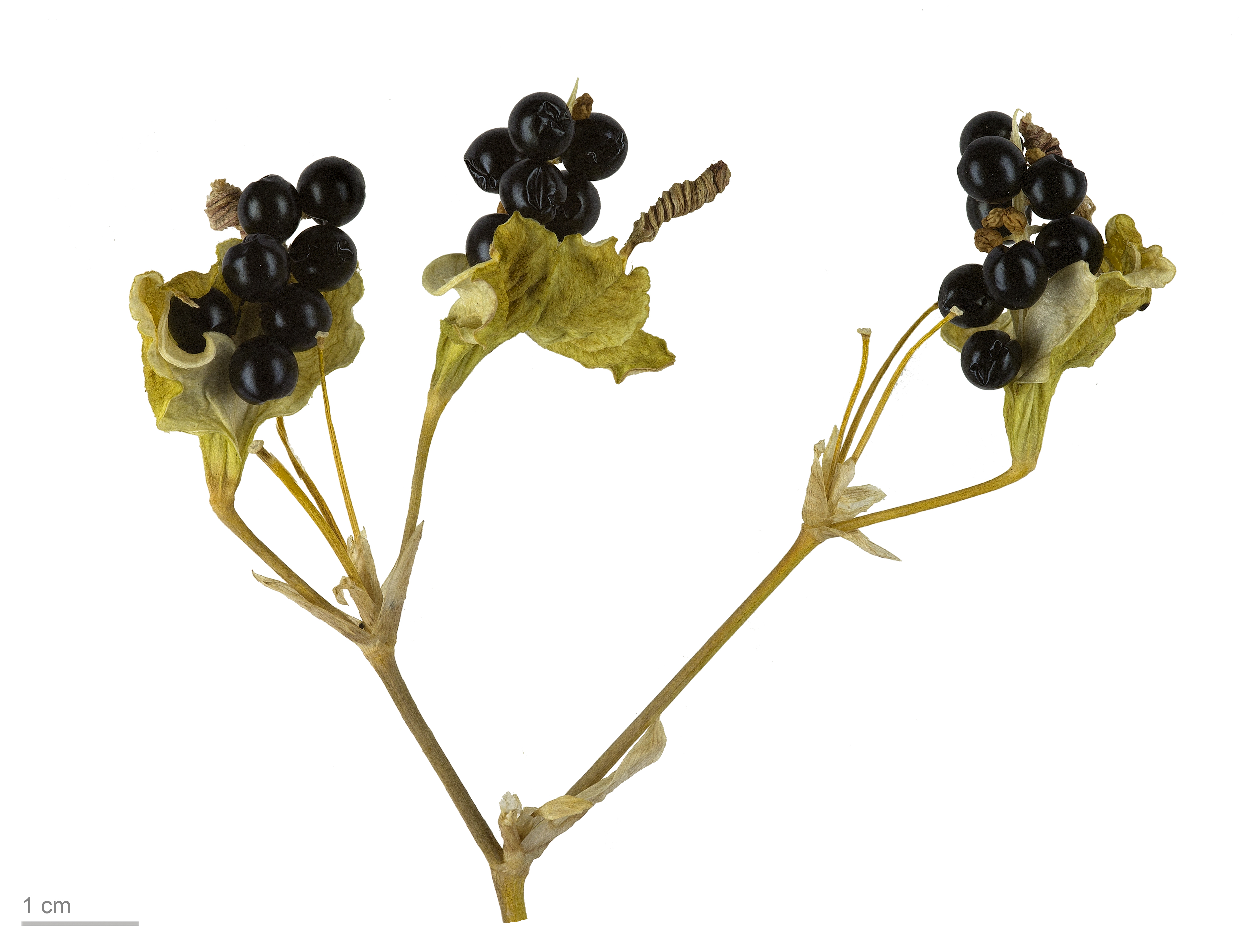
Iris domestica - MHNT

Ses fruits sont des capsules turbinées, renflées à 3 valves, déhiscente contenant les graines noires, sphériques et brillantes.

## Origine du nom
Son nom, Belamcanda, lui a été donné par Michel Adanson. Un nom précédemment imposé par Hendrik van Rheede l'avait inclus aux ixias faisant allusion à la forme de la corolle. Mais comme la plupart des autres ixia ont des fleurs tubuleuses, le nom de celles-ci devait cesser d’être significatif.
Par la suite un genre fut créé Moroea chinensis vite abandonné dont elle ne conserva plus que le nom commun qui subsiste dans certains ouvrages. Belamcanda des Morées est un des nombreux noms issu du parlé au Malabar faisant partie de la longue liste des noms locaux donné par Hendrik van Rheede.

## Protection
Cette plante n'est pas menacée.

## Galerie

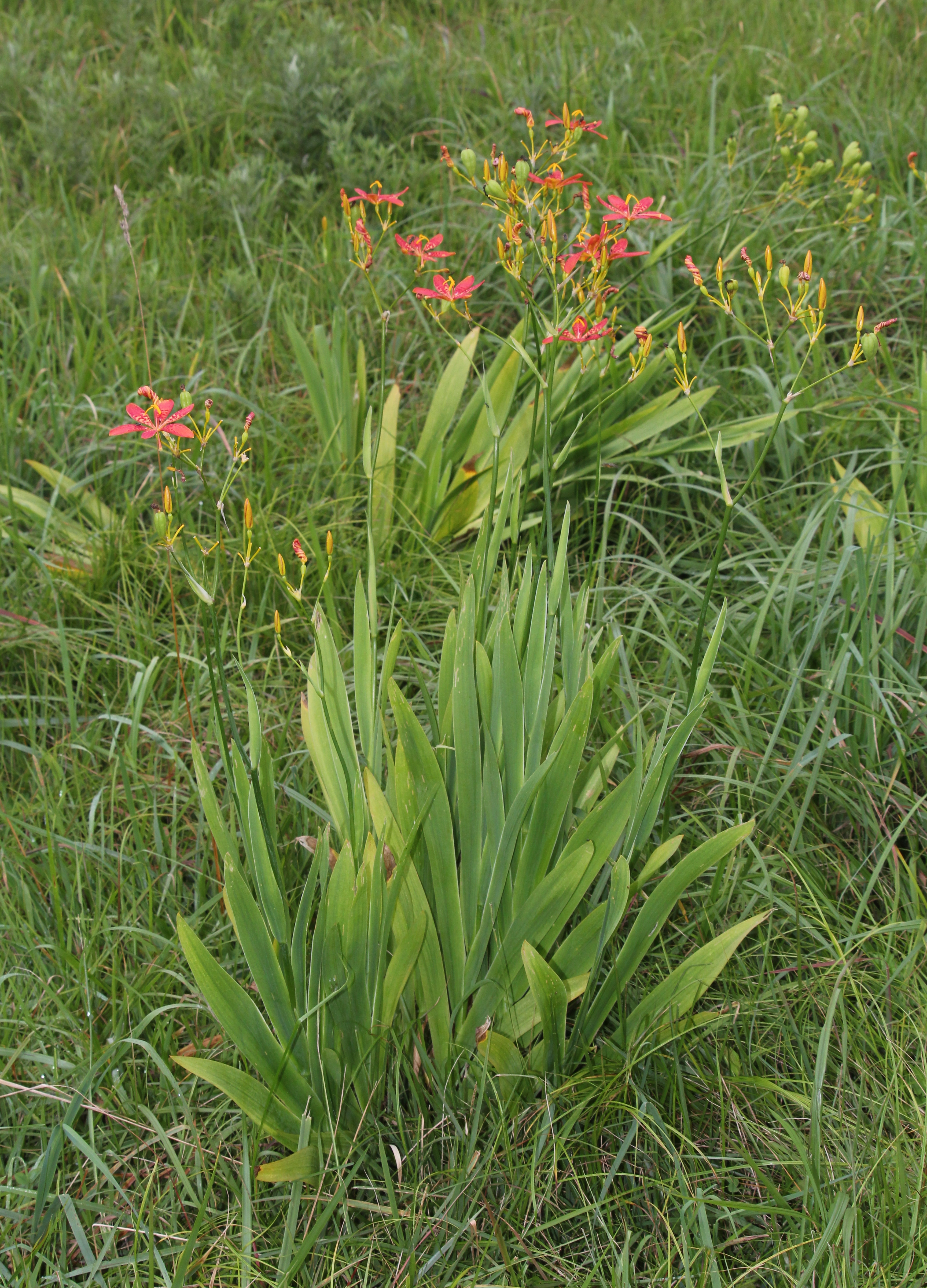
Vue d'ensemble de la plante.
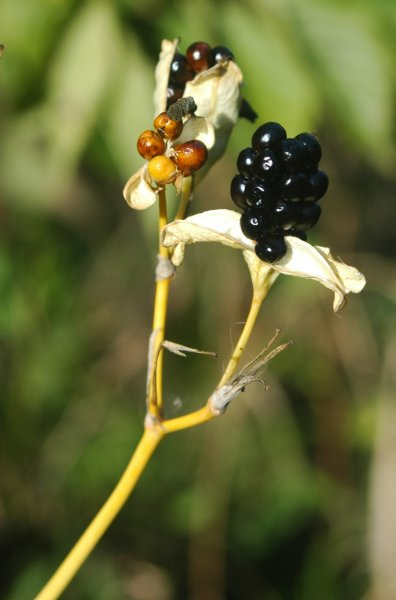
Les graines.
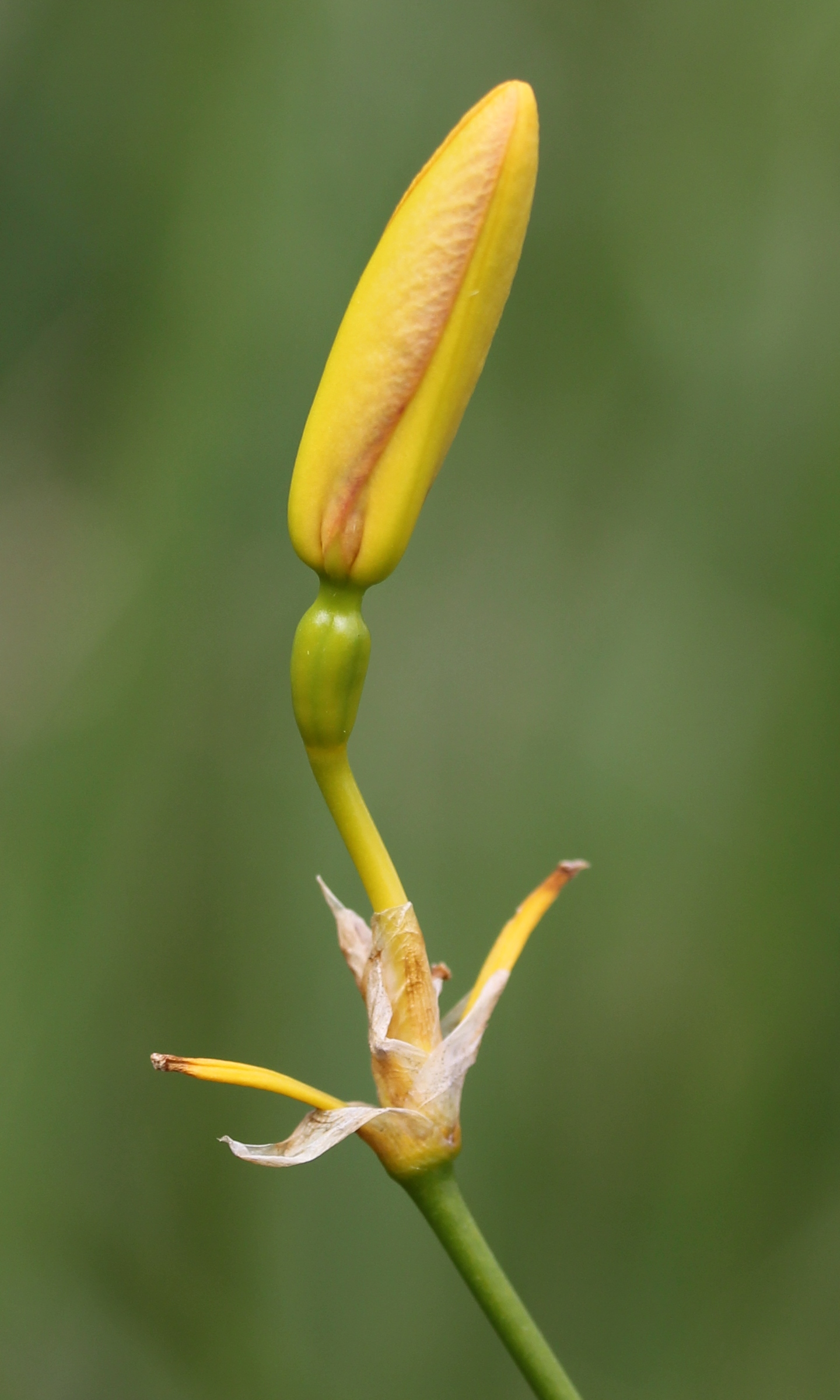
Le bourgeon.
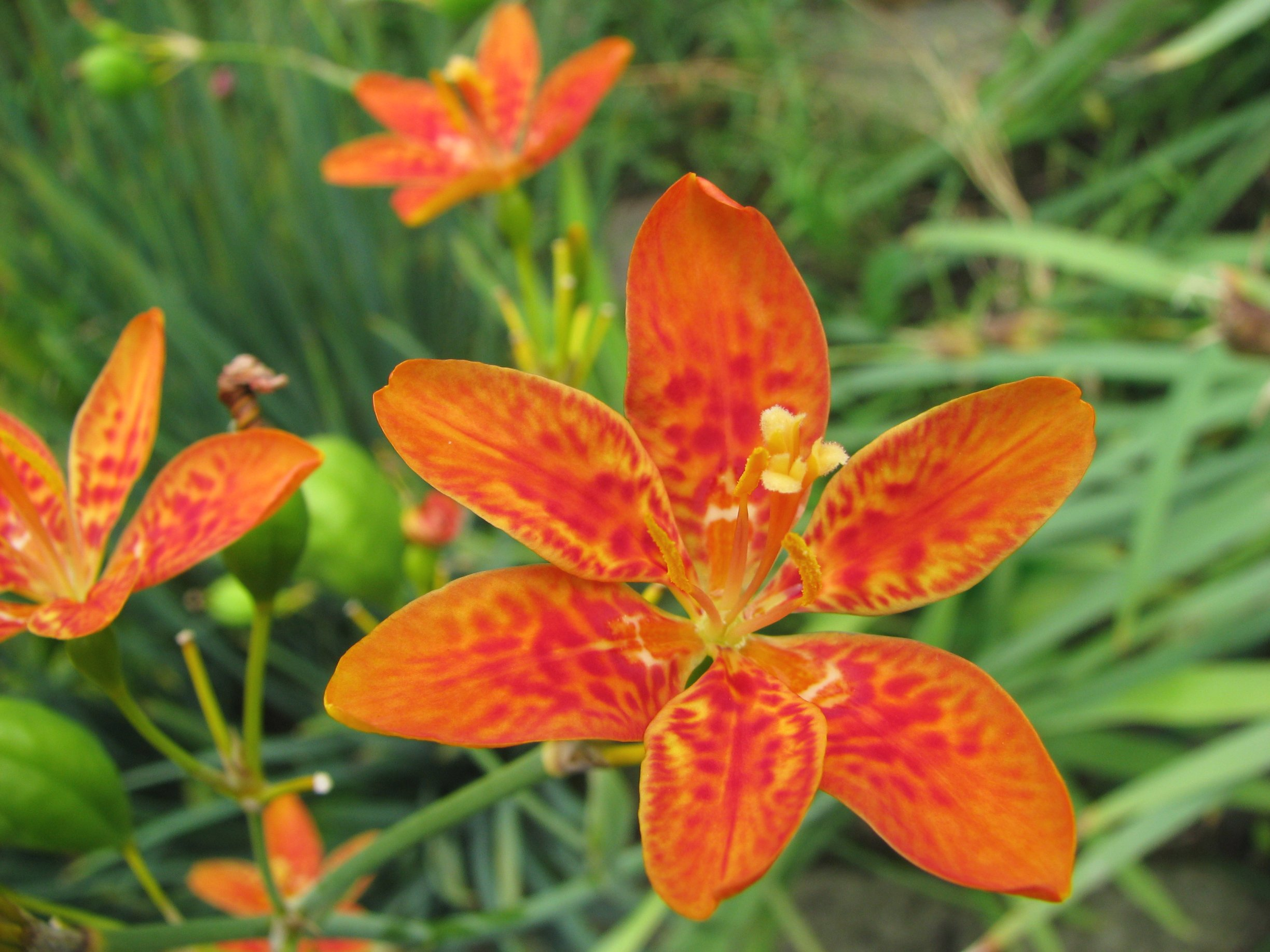
La fleur.
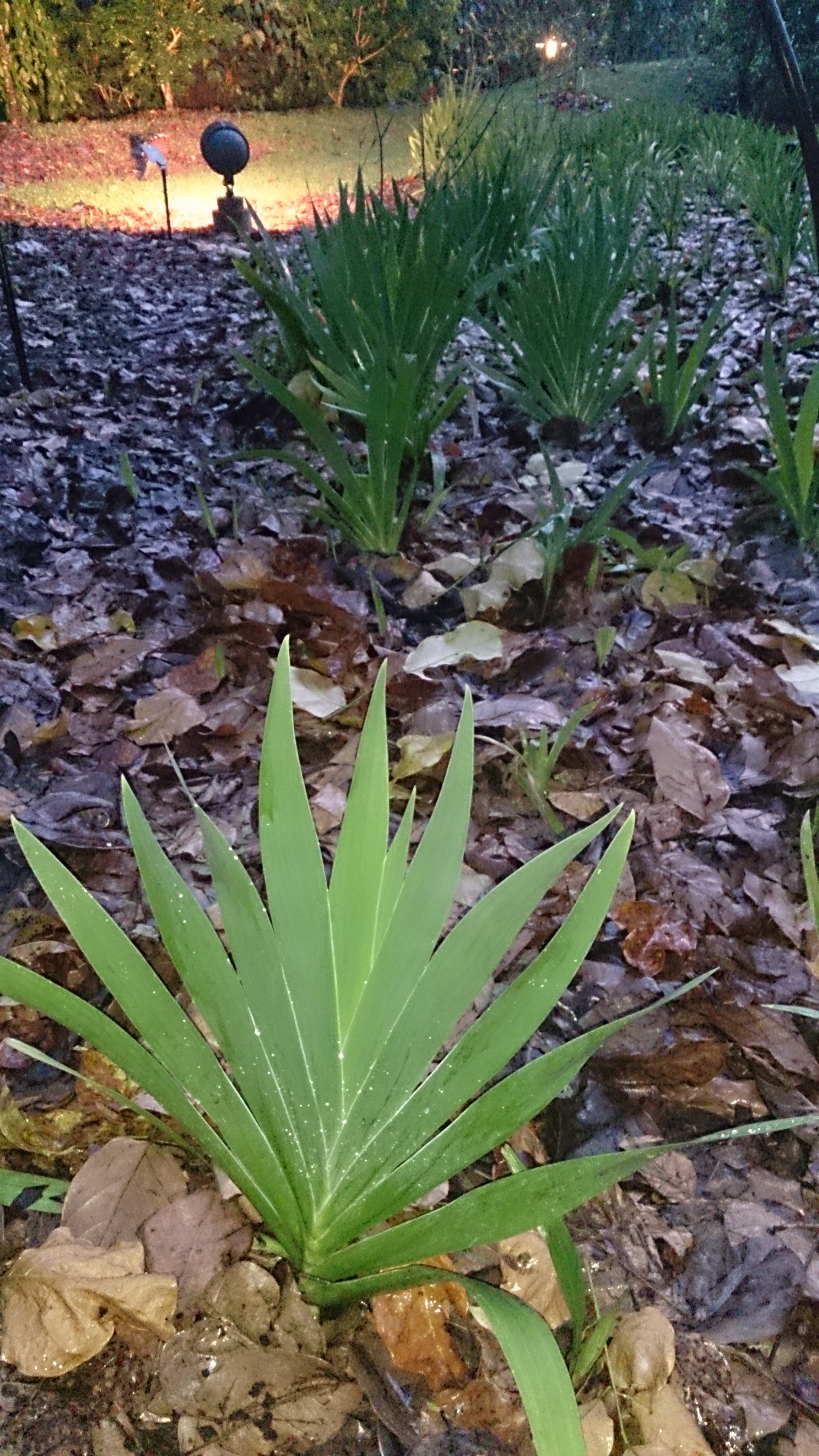
Les feuilles
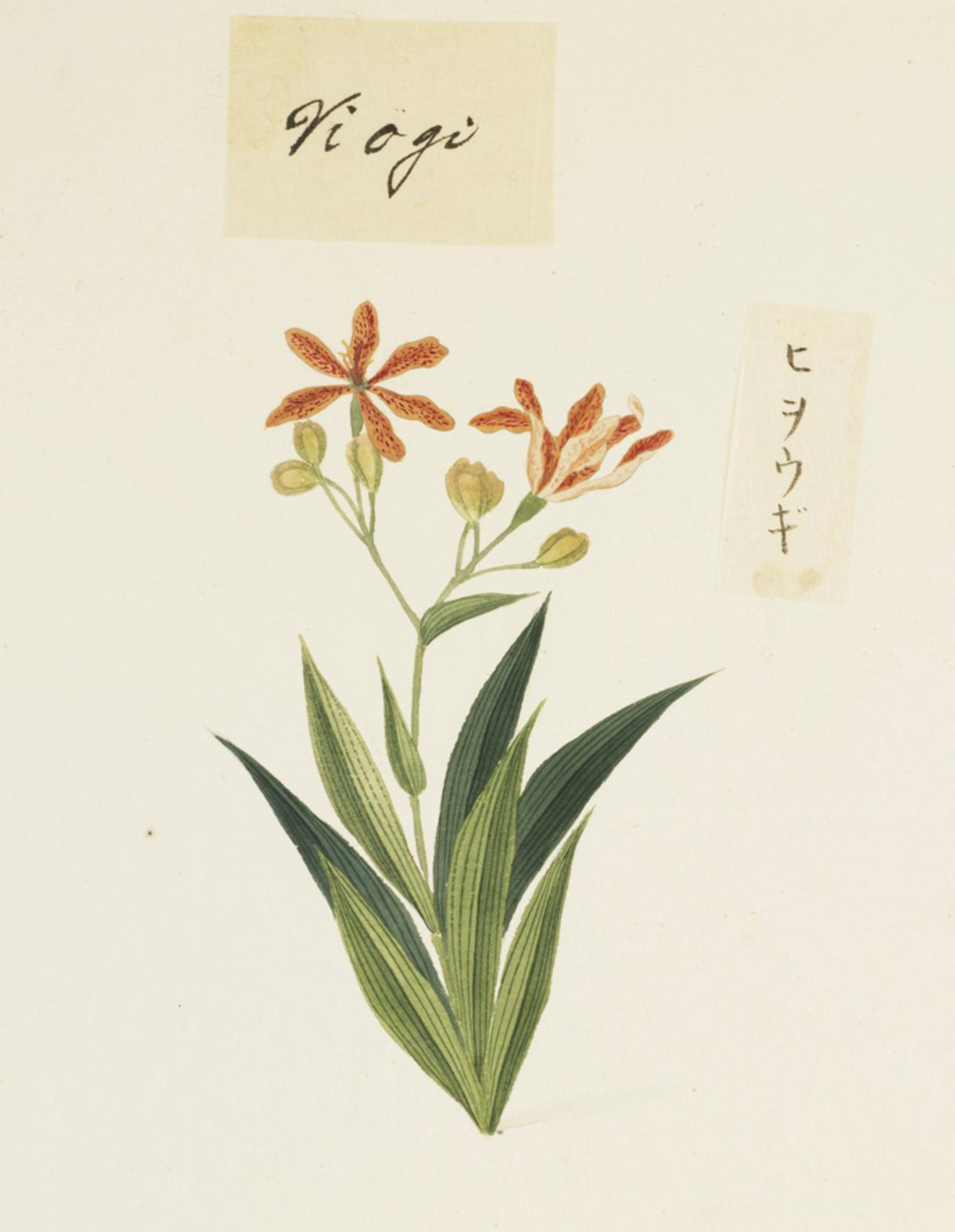
Illustration botanique